# 京都市立七条第三小学校
京都市立七条第三小学校（きょうとしりつ しちじょうだいさんしょうがっこう）は京都府京都市下京区西七条西石ヶ坪町にある公立小学校。

## 沿革
- 1937年（昭和12年）4月1日 - 京都市立七条小学校から分離して開校[1]。

## 卒業後の進路
卒業後は基本的に京都市立七条中学校に進学する。

## 通学区域が隣接している学校
- 京都市立西大路小学校
- 京都市立七条小学校
- 京都市立梅小路小学校
- 京都市立光徳小学校
- 京都市立朱雀第七小学校
- 京都市立西院小学校
- 京都市立西京極小学校